# Samuel Preston
Samuel Dylan Murray Preston (ur. 16 stycznia 1982 r.) – brytyjski piosenkarz, członek zespołu popowego The Ordinary Boys, bardziej znany pod pseudonimem Preston.
Urodził się w miejscowości Worthing. Jest synem Anthony’ego i Mirandy Prestonów oraz bratem Alexandra i Lucy Preston. Uczęszczał najpierw do Sompting Abbotts School, zaś później do Bishop Luffa School.
W styczniu 2006 roku wystąpił w brytyjskim Celebrity Big Brother, emitowanym przez Channel 4, w którym wzięły udział sławne osoby z Wielkiej Brytanii. Odpadł z programu przed finałem, 27 stycznia 2006 roku.
Dzięki udziale w telewizyjnym show podniosła się sprzedaż płyty zespołu The Ordninary Boys – Brassbound, osiągając jedenaste miejsce UK Albums Chart.
W kwietniu 2006 roku zaręczył się z Chantelle Houghton – zwyciężczynią Celebrity Big Brother, z którą pobrał się w blasku fleszy mediów 25 sierpnia 2006 roku. Niecały rok później – 27 czerwca 2007 roku – para ogłosiła separację. 21 listopada tego samego roku otrzymali orzeczenie warunkowe o ich rozwodzie.